# Heris
Heris (auch Hiriz; persisch هريس Harīs) ist eine Kleinstadt in der nordiranischen Provinz Ost-Aserbaidschan. Sie liegt etwa 100 km nordöstlich der Provinzhauptstadt Täbris. Heris ist Verwaltungssitz der Region Heris und zählt 9513 Einwohner (Stand: 2006).
Die Stadt gilt als Zentrum für aserbaidschanische Teppichwebkunst. Heris ist daher auch ein Klassifizierungsmerkmal für den Perserteppich Heris.